# Pegaso BMR
Die Pegaso BMR (Blindado Medio de Ruedas; auf Deutsch: Mittlerer Radpanzer) ist ein radgetriebener Transportpanzer aus spanischer Produktion.

## Geschichte

### Entwicklungsgeschichte
Im Jahr 1972 forderten die spanischen Streitkräfte einen modernen Mannschaftstransportwagen, der als Radpanzer ausgeführt werden sollte. Nach einer kurzen Entwicklungs- und Evaluierungsphase durch Pegaso und die Streitkräfte begann 1979 die Serienfertigung. Der Prototyp trug die Bezeichnung BMR-600.

### Einsatzgeschichte

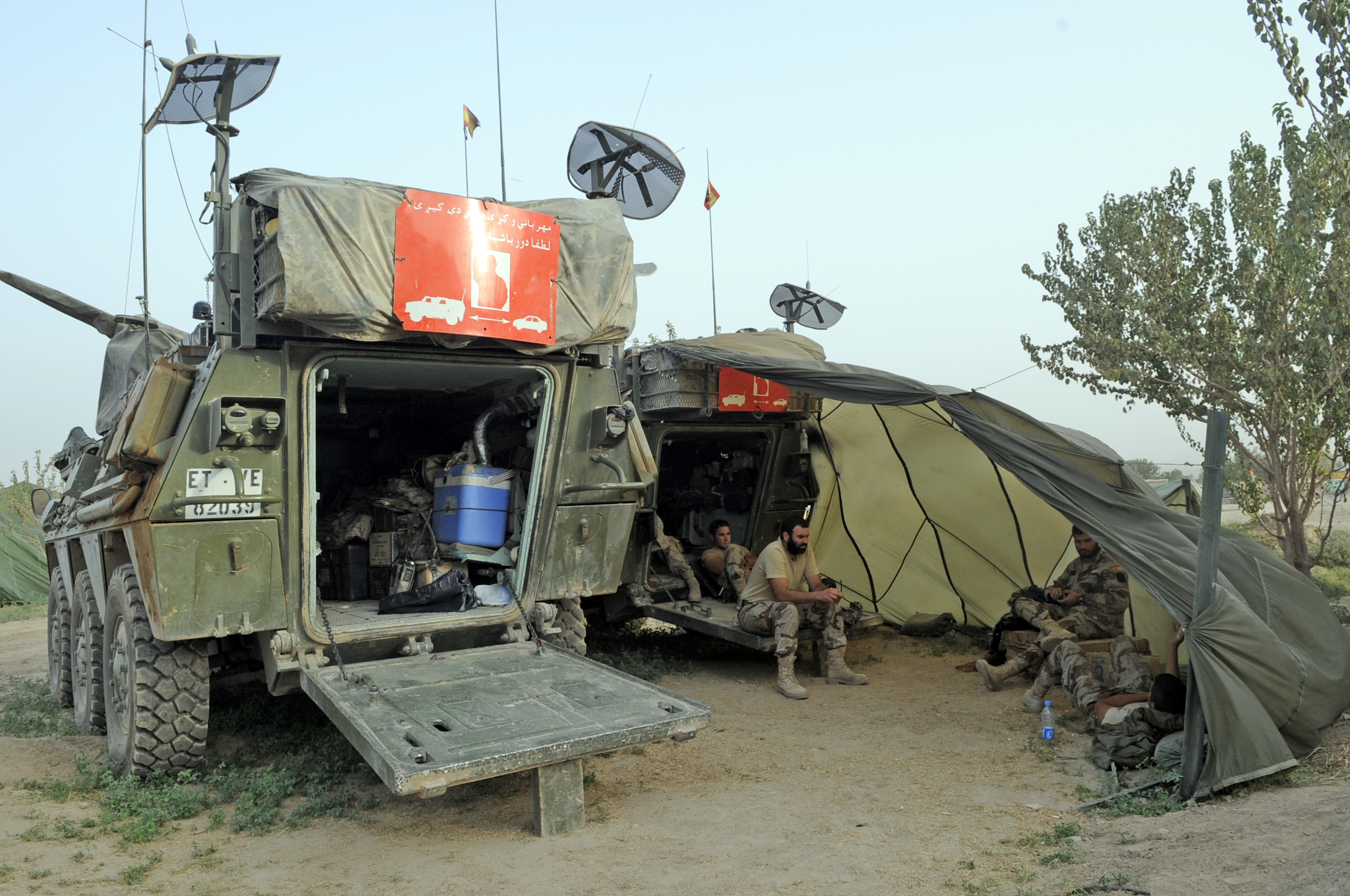
Spanische BMR in Afghanistan (2008)

Der BMR wurde in verschiedenen Konfliktsituationen von den Spanischen Streitkräften und von den Armeen Saudi-Arabiens und Ägyptens während des Zweiten Golfkrieges 1991 eingesetzt. Des Weiteren setzt Saudi-Arabien unterschiedliche Varianten des BMR im Jemenkrieg ein.
Die spanische Armee setzte den BMR im ehemaligen Jugoslawien im Rahmen der SFOR-, KFOR- und UNMIK-Missionen sowie bei der UNIFIL im Libanon ein, zudem im Irakkrieg und im Afghanistankrieg.

## Varianten

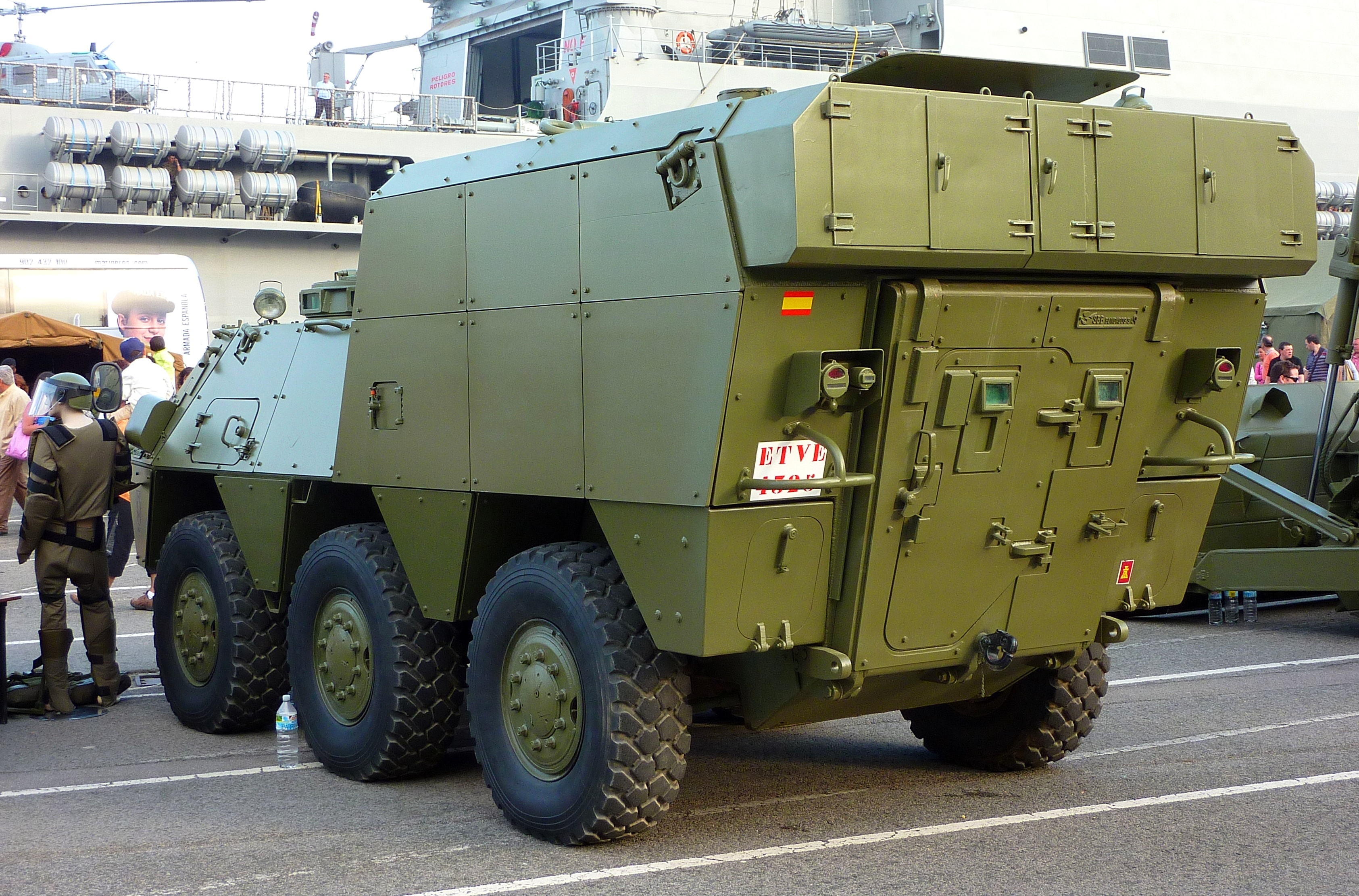
BMR M1 EDEX für die Kampfmittelbeseitigung

- BMR 3560.50 (BMR-PP) (Porta Personal): Gepanzerter Mannschaftstransportwagen, der mit Maschinengewehren unterschiedlichen Kalibers oder mit einem automatischen Granatwerfer 40-mm-LAG-40 bewaffnet ist.
  - BMR EDEX / BMR M1 EDEX (Equipo de Desactivación de Explosivos): Version der Kampfmittelbeseitigung.
  - BMR C/C MILAN: Panzerjäger mit MILAN-Panzerabwehrraketen.
  - BMR C/C TOW: Panzerjäger mit TOW-Panzerabwehrraketen.
- BMR 3560.57: Panzerjäger mit HOT-Panzerabwehrraketen, nur Prototyp.
  - BMR VCZ (Véhiculo de Combate Zapadores): Pionierfahrzeug mit Räumschild und Winde.
  - BMR VRAC-NBQ (Vehículo de Reconocimiento de Áreas Contaminadas): ABC-Spürpanzer.
  - BMR GEL (Guerra Electrónica): EloKa-Version.
- BMR 3560.51 (BMR-PC) (Puesto de Control): Command post vehicle.
- BMR 3560.53E (BMR-PM-81) (Portamortero): 81-mm-Mörser LN M-86 und 100 mitgeführten Schuss.
- BMR 3560.54 (BMR AMB) (Ambulancias blindadas ): Sanitätsfahrzeug.
- BMR 3560.55 (BMR-Recup) (Recuperación): Leichtes Reparaturfahrzeug mit Kran, Winde und Abschleppstangen.
- BMR 3560.56: Spezialversion für die Fernmeldetruppe.
- BMR 3560.59E (BMR-PM-120) (Portamortero): 120-mm-Mörser L-65.
- VMA (Vehículo Mecanizado Anfibio): Schwimmfähige Version mit optimierten amphibischen Fähigkeiten.
- VEC-M1: Spähpanzer-Variante mit einer M242-Bushmaster-Maschinenkanone.

## Nutzer
- Spanien
- Ägypten: 250 BMR in unterschiedlichen Varianten wurden in der ersten Hälfte der 1980er-Jahre geliefert.[3]
- Peru: 25 BMR in unterschiedlichen Varianten wurden bis 1987 ausgeliefert.[3]
- Saudi-Arabien: 140 wurden 1983 an die königliche saudische Marine verkauft, 300 wurden in Lizenz hergestellt.[4] Das Geschäft belief sich auf 61 Millionen US-Dollar.[3]
- Ukraine Mindestens zwei Fahrzeuge wurden der Ukraine übergeben.[5]